# Teluk Betung (Pulau Rimau)
Teluk Betung is een bestuurslaag in het regentschap Banyuasin van de provincie Zuid-Sumatra, Indonesië. Teluk Betung telt 2996 inwoners (volkstelling 2010).